# إميل روباك
إميل روباك (مواليد 3 مايو 2003) هو لاعب كرة قدم سويدي يلعب في نادي إيه سي ميلان في مركز الهجوم.

## روابط خارجية
- إميل روباك على موقع اتحاد السويد (السويدية)
- إميل روباك على موقع قاعدة بيانات كرة القدم.إي يو (الإنجليزية)
- إميل روباك على موقع Soccerbase.com (لاعب) (الإنجليزية)
- إميل روباك على موقع Soccerway.com (الإنجليزية)
- إميل روباك على موقع عالم كرة القدم.نت (الإنجليزية)